# 关陵
关陵，又称当阳大王冢，位于湖北省宜昌市当阳市，是埋葬关羽身躯之处。始建于东汉末年。关陵是中国和海内外三大关庙之一。

## 历史
关陵始建于东汉末年，为埋葬关羽身躯之处，根据《三国志》，孙权将关羽首级送给曹操，而自己以诸侯礼安葬关羽身躯。而通常认为曹操则将关羽头颅葬于河南关林，但田福生考证认为关庄村关羽墓才是埋葬关羽头颅之处，关林是万历年间建的祀祠场所。关陵初名大王冢，位于当阳城西五里，坐西朝东，与九子山相对。关羽遇害后的蜀汉章武元年（221年），刘备伐吴之时，专程到大王冢拜祭关羽，并在玉泉山建关羽祠。南宋时，为陵墓修建围墙，同时广植松柏。明朝时，大王冢规模扩大，始名关陵。

## 现状
关陵分为五院四殿，沿中轴线依次是石坊、华表、三园门、马殿、拜殿、正殿、寝殿、陵墓。陵墓为圆形封土，高七米，墓顶古树参天，非常茂盛。墓围由青石垒成，墓门正中立有明朝所建立的石碑一通，上面镌刻：汉寿亭侯墓。

## 文物保护情况
1992年12月16日，以“关陵”的名义被湖北省人民政府列为第三批湖北省文物保护单位；2006年5月25日，以“关陵”的名义被中华人民共和国国务院列为第六批全国重点文物保护单位。
其作为文物的保护范围为：关陵及周围一定范围。四至：东面至原种场废弃灌溉渠，西面至原种场围墙，南面至原种场水泥路，北面至雄风村7组通往雄风村5组的土路。
其作为文物的建设控制地带为：以保护范围四至为界向外延伸。东面至沮河西岸护堤吴咏梅彩瓦厂，西面至雄风村7组通往雄风村5组的土路，南面至原种场废弃灌溉渠，北面至远当国防公路。